# Кукавкі (Седлецький повіт)
Кукавкі (пол. Kukawki) — село в Польщі, у гміні Пшесмики Седлецького повіту Мазовецького воєводства.
Населення — 104 особи (2011).
У 1975-1998 роках село належало до Седлецького воєводства.

## Демографія
Демографічна структура станом на 31 березня 2011 року:
|          | Загалом | Допрацездатний вік | Працездатний вік | Постпрацездатний вік |
| -------- | ------- | ------------------ | ---------------- | -------------------- |
| Чоловіки | 49      | 9                  | 29               | 11                   |
| Жінки    | 55      | 6                  | 29               | 20                   |
| Разом    | 104     | 15                 | 58               | 31                   |